# Agromyza rondensis
Agromyza rondensis är en tvåvingeart som beskrevs av Gabriel Strobl 1900. Agromyza rondensis ingår i släktet Agromyza och familjen minerarflugor.
Artens utbredningsområde är Spanien. Arten har ej påträffats i Sverige. Inga underarter finns listade i Catalogue of Life.